# Landschaftspflegerichtlinie
Die Landschaftspflegerichtlinie 2015 des Ministeriums für Ländlichen Raum und Verbraucherschutz zur Förderung und Entwicklung des Naturschutzes, der Landschaftspflege und Landeskultur (LPR) vom 28. Oktober 2015 ist eine Verwaltungsvorschrift des Landes Baden-Württemberg.
Nach der LPR werden Agrarsubventionen zur flächenbezogenen Förderung von Maßnahmen des Naturschutzes, der Landschaftspflege und der Landeskultur nach pflichtgemäßem Ermessen im Rahmen der verfügbaren Haushaltsermächtigungen bewilligt. Die Maßnahmen sollen die ländliche Entwicklung fördern und dienen den Zielen des Europäischen Landwirtschaftsfonds für die Entwicklung des ländlichen Raums (ELER).

## Allgemeine Bestimmungen
Nach der LPR können natürliche Personen wie Landwirte und ehrenamtliche Helfer, juristische Person des öffentlichen und des privaten Rechts (Vereine und Verbände) sowie Gebietskörperschaften (Kommunen) gefördert werden. Über die Förderung wird auf schriftlichen Antrag in einem Förderverfahren entschieden.
Die geförderte Maßnahme hat ausgewiesenen Schutzgebieten wie einem Natur- oder Landschaftsschutzgebiet oder einem geschützten Landschaftsbestandteil zu dienen (3.2 LPR). Bewilligungsstellen sind die Regierungspräsidien und unteren Verwaltungsbehörden.

## Förderfähige Maßnahmen

### Vertragsnaturschutz
Gefördert wird die Extensivierung landwirtschaftlich genutzter Flächen bis zum vollständigen Bewirtschaftungsverzicht, die Wiederaufnahme oder Beibehalten einer extensiven Bewirtschaftung sowie die pflegende Bewirtschaftung landwirtschaftlich nutzbarer Flächen und die Pflege und Entwicklung nicht landwirtschaftlich genutzter Flächen. Die Zuwendung wird als Projektförderung im Wege der Vollfinanzierung gewährt. Sie wird vorrangig mit Land- und Forstwirten durch einen öffentlich-rechtlichen Vertrag (Zuwendungsvertrag) mit einer Laufzeit von fünf Jahren geregelt.

### Arten- und Biotopschutz
Die Förderung dient der Artenvielfalt sowie der Anlage, Gestaltung und Pflege von Biotopen.
Landwirte oder Zusammenschlüsse von Landwirten werden vorrangig berücksichtigt. Die Zuwendung wird im Rahmen einer Projektförderung als Zuschuss in Form einer Anteils- oder Vollfinanzierung gewährt.
Der Zuwendungsempfänger beantragt die Auszahlung entsprechend den Bestimmungen des Zuwendungsbescheids oder eines öffentlich-rechtlichen Vertrags.

### Grunderwerb zur Biotopentwicklung und Entschädigung
Gefördert werden der Erwerb eines Grundstücks oder eines grundstücksgleichen Rechts im Rahmen einer Biotopentwicklungsmaßnahme im überwiegend öffentlichen Interesse zum Zwecke des Naturschutzes, der Landschaftspflege und der Landeskultur sowie die Entschädigung für die Aufgabe bestehender Anlagen (sog. Ablösung eines Störfaktors).
Zuwendungsempfänger sind Naturschutzvereinigungen, Gebietskörperschaften, natürliche Personen sowie juristische Personen des öffentlichen und des Privatrechts. Die Zuwendung wird im Rahmen einer Projektförderung als Zuschuss gewährt.
Zuwendungsfähig sind der Kaufpreis bis zum ortsüblichen Verkehrswert und die Nebenkosten (beispielsweise Grunderwerbsteuer, Beurkundungs- und Grundbuchgebühren, Vermessungskosten, Kosten für Wertermittlung) sowie die Kosten für die Biotopentwicklungsmaßnahme selbst.
Die Bewilligung kann durch Bescheid mit besonderen Nebenbestimmungen erfolgen.

### Investitionen
Zweck der Zuwendung ist die Investition in kleine landwirtschaftliche Betriebe, in die Verarbeitung und Vermarktung naturschutzgerecht produzierter Erzeugnisse, in die Landschaftspflege, beispielsweise durch Anschaffung von Fahrzeugen und Maschinen sowie die Investition des Landes oder einer Einrichtung mit Landesbeteiligung, etwa in Ausstellungen und Lehrpfade.
Zuwendungsempfänger sind insbesondere natürliche und juristische Personen, die ein landwirtschaftliches Unternehmen bewirtschaften, dessen Umsatzerlöse mindestens zu 25 % aus der Bodenbewirtschaftung oder der bodengebundenen Tierhaltung erzielt werden, Erzeugerzusammenschlüsse sowie Unternehmen des Handels und der Be- oder Verarbeitung land- oder forstwirtschaftlicher Produkte. Der Empfänger einer Zuwendung muss über die fachliche Zuverlässigkeit verfügen, einen land- oder forstwirtschaftlichen Betrieb ordnungsgemäß zu führen.
Die Zuwendung wird im Rahmen einer Projektförderung als Zuschuss gewährt. Bewilligungsstelle kann außer Regierungspräsidien und unteren Verwaltungsbehörden auch das Ministerium für Ländlichen Raum und Verbraucherschutz Baden-Württemberg sein. Die Entscheidung wird im Benehmen zwischen der Naturschutzbehörde und der Landwirtschaftsbehörde abgestimmt, sofern landwirtschaftliche Belange berührt sind.

### Dienstleistungen
Gefördert werden Dienstleistungen für die Biotopvernetzung und Mindestflur mit integrativ wirkendem Naturschutzansatz und zum Zwecke des Naturschutzes, der Landschaftspflege und Landeskultur wie die Beratung und Information, das Management von Vorhaben, Monitoring, Öffentlichkeitsarbeit und Umweltbildung.
Die Zuwendung wird im Rahmen einer Projektförderung als Anteils- oder Vollfinanzierung gewährt.
Bewilligungsstellen sind das Ministerium für Ländlichen Raum und Verbraucherschutz Baden-Württemberg, die Landesanstalt für Umwelt, Messungen und Naturschutz Baden-Württemberg (LUBW) und die Forstliche Versuchs- und Forschungsanstalt Baden-Württemberg (FVA) sowie die Regierungspräsidien und unteren Verwaltungsbehörden.

## Kontrollen und Sanktionen
Die Dienststellen des Landes, des Bundes und der Europäischen Gemeinschaften sind entsprechend der Verordnung (EU) Nr. 1306/2013 über die Finanzierung, die Verwaltung und das Kontrollsystem der Gemeinsamen Agrarpolitik (GAP) berechtigt, die zweckentsprechende Verwendung der Zuwendungen vor Ort zu kontrollieren. Die Verwaltungs-, Vor-Ort-, Zweit- und Ex-Post-Kontrollen einschließlich etwaiger Kürzungen und Sanktionen erfolgen gemäß der Verordnung (EU) Nr. 809/2014 sowie Verordnung (EU) Nr. 640/2014.
Gemäß Art. 19a der VO (EU) Nr. 640/2014 wird bei einer Übererklärung von Flächen eine „gelbe Karte“ vergeben bei
- - Fördermaßnahmen zur Basisprämie, zur Umverteilungsprämie, Junglandwirteprämie, für Kleinerzeuger sowie bei
  - Zahlungen für Gebiete mit naturbedingten Benachteiligungen (AGZ)
  - Zahlungen der Natura-2000- und der Wasserrahmenrichtlinie (Natura2000)
  - Zahlungen für aus naturbedingten oder anderen spezifischen Gründen benachteiligte Gebiete

Eine Übererklärung in einer Maßnahme wird bei geringem Ausmaß zur Hälfte bestraft. Eine rote Karte wird vergeben, wenn das Ausmaß der Übererklärung groß ist oder bereits im Vorjahr eine gelbe Karte vergeben wurde. Dann wird in voller Höhe sanktioniert. Unter Umständen entstehen dann weitere Forderungen.